# Lessing-Denkmal (Hamburg)
Koordinaten: 53° 33′ 18,1″ N, 9° 59′ 19,8″ O

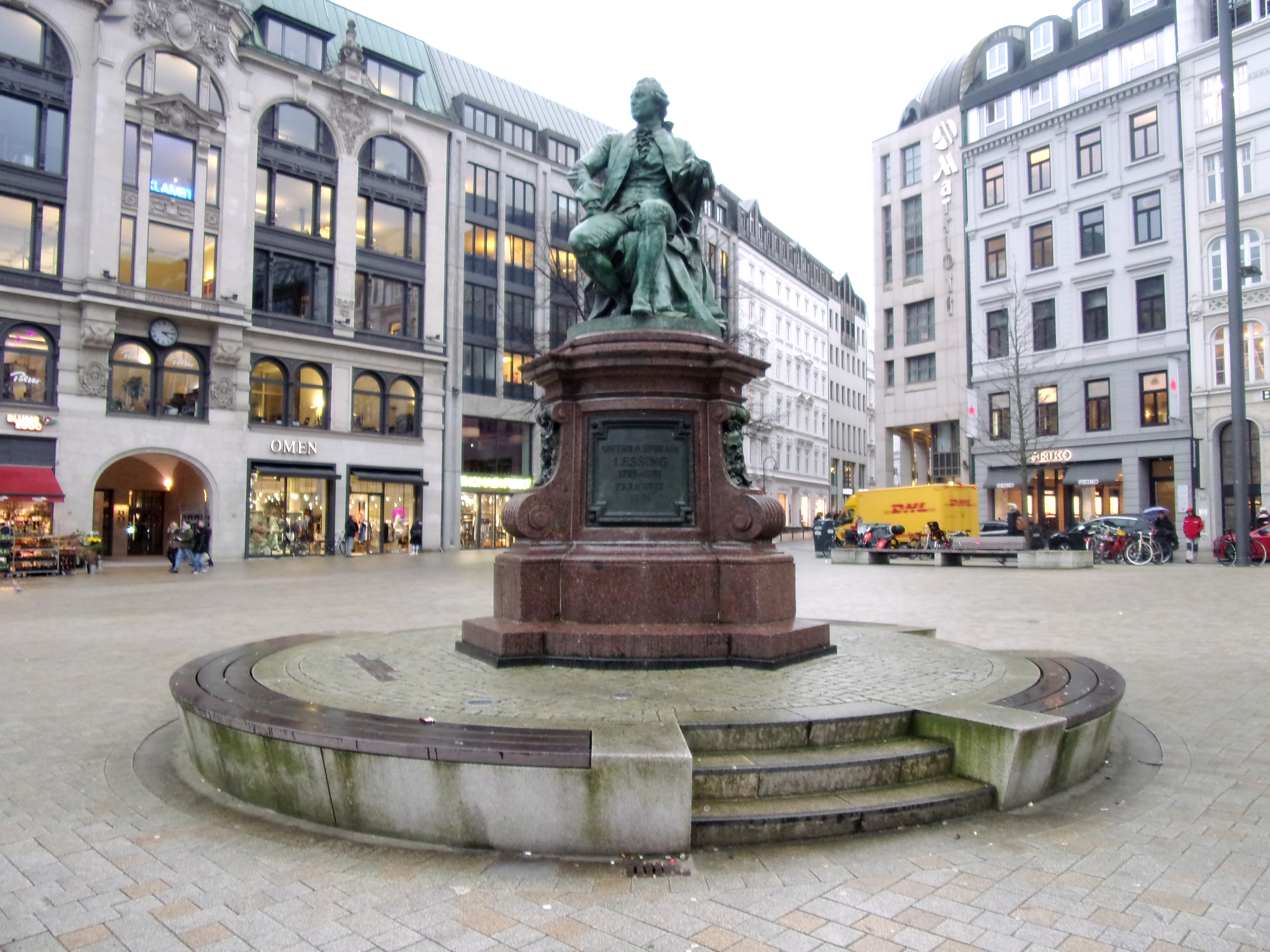
Das Lessing-Denkmal auf dem Gänsemarkt (2018)

Das Lessing-Denkmal auf dem Gänsemarkt in Hamburg ist ein vom Berliner Bildhauer Fritz Schaper geschaffenes Kunstwerk. Es wurde 1881 anlässlich des 100. Todestags von Gotthold Ephraim Lessing aufgestellt.

## Lage und Denkmalschutz
Das Denkmal befindet sich in der Mitte des Gänsemarkts. Es steht unter Denkmalschutz nach § 6 Absatz 1 Hamburgisches Denkmalschutzgesetz. Zum geschützten Ensemble gehören außerdem die Gebäude Gänsemarkt 13, 21, 22, 23, 30/31, 33, 35 (Lessing-Haus), 36, 44, Gerhofstraße 29 und Neue ABC-Straße 11, 13.

## Beschreibung

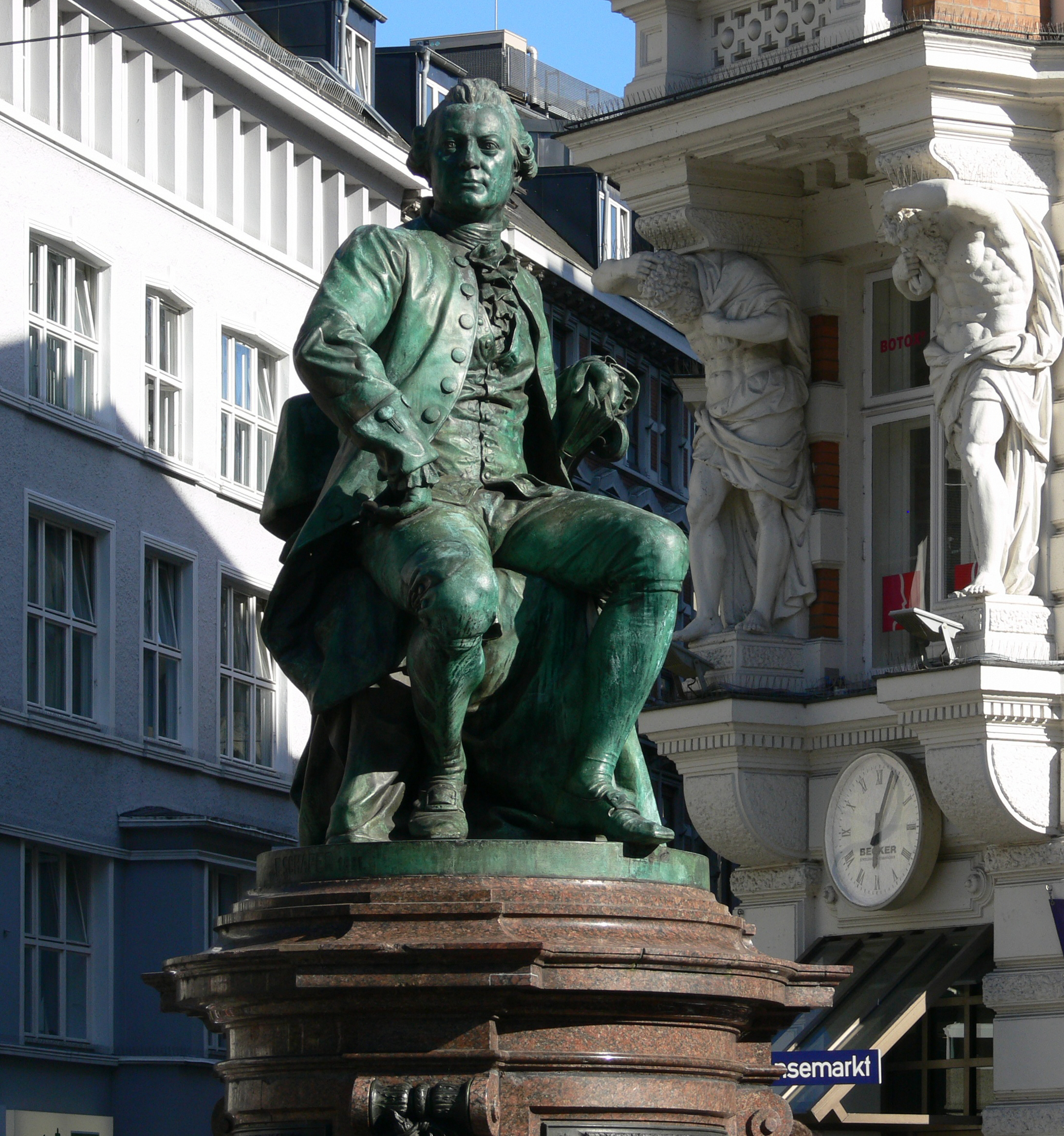
Bronzefigur Lessing

Das Lessing-Denkmal besteht aus einer 2,20 Meter hohen Bronzefigur auf einem 2,50 Meter hohen Granitsockel. Es wiegt rund 4,5 Tonnen.

### Figur
Lessing wird überlebensgroß und auf einem Stuhl sitzend dargestellt. Er trägt ein Kostüm des 18. Jahrhunderts, bestehend aus Rock, Rüschenjabot, Weste, Kniehose, Seidenstrümpfen und Schnallenschuhen. Seine Kleidung weist viele Details auf bis hin zu den Falten der Strümpfe und Nähten der Hose.
Lessings Gesichtszüge sind leicht idealisiert dargestellt. Im Gegensatz zu lebensnahen Porträts sind die Augen etwas kleiner, die Stirn weniger hoch, die Wangenknochen stärker herausgearbeitet. Dies kann als Versuch Schapers interpretiert werden, Lessings Gesicht den Ausdruck von Tatkraft und intellektueller Kühnheit zu geben. Die beiden Gesichtshälften drücken unterschiedliche Empfindungen aus, die rechte wirkt etwas melancholisch, die linke zeigt die Andeutung eines Lächelns.
Der Stuhl, auf dem Lessing sitzt, ist durch dessen faltenreichen Reisemantel verhängt. Lessing Sitzhaltung wird als lässig beschrieben. Sein Körper ist etwas zur Seite und nach hinten gedreht, der Kopf dem entgegen nach rechts gewandt. Sein rechter Arm stützt sich auf den Oberschenkel, während der linke auf der Lehne des Stuhls ruht. In seiner linken Hand hält Lessing ein zugeschlagenes Buch, wobei er den Zeigefinger als Lesezeichen verwendet. Lessings rechtes Bein ist nach hinten angewinkelt, das linke dafür nach vorn geschoben, eine Haltung, die der von Bühnenschauspielern und Orchestermusikern ähnelt.
Als Untergrund für den Stuhl und Lessings Füße dient eine runde Bronzeplatte, in die Signaturen von Fritz Schaper und der Gießerei H. Gladenbeck und Sohn eingefügt sind.

### Sockel
Der Sockel besteht aus poliertem, roten Granit. Er hat drei Seiten, die leicht konvex geschwungen sind. An jeder Seite befindet sich eine Bronzetafel. Die vordere zeigt eine Inschrift mit Lessings Lebensdaten, die anderen beiden Porträtreliefs Hamburger Persönlichkeiten. Ein Porträt zeigt den Schauspieler Conrad Ekhof, der am Hamburger Nationaltheater mit Dramaturg Lessing zusammenarbeitete. Das zweite Porträt stellt den Aufklärer Hermann Samuel Reimarus dar, dessen Schrift „Apologie“ Lessing posthum veröffentlichte, was zum Fragmentenstreit führte. Die Profile der beiden Männer erscheinen in Form münzenähnlicher Plaketten, die an Lorbeer- und Eichenlaubzweigen aufgehängt sind.
Die drei Voluten des Sockels sind relativ breit. In ihren Kehlen befinden sich schmale Bronzetafeln mit allegorischen Motiven. Die zwei vorderen zeigen eine Gorgo- und eine Satyrmaske als Symbole für die tragische bzw. komische Muse. Das hintere Bronzerelief zeigt eine Schriftrolle, auf der die verkürzten Titel einiger bedeutender Werke von Lessing stehen: Hamburgische Dramaturgie, Nathan der Weise, Laokoon sowie Ernst und Falk.

Die Reliefs am Sockel im Uhrzeigersinn
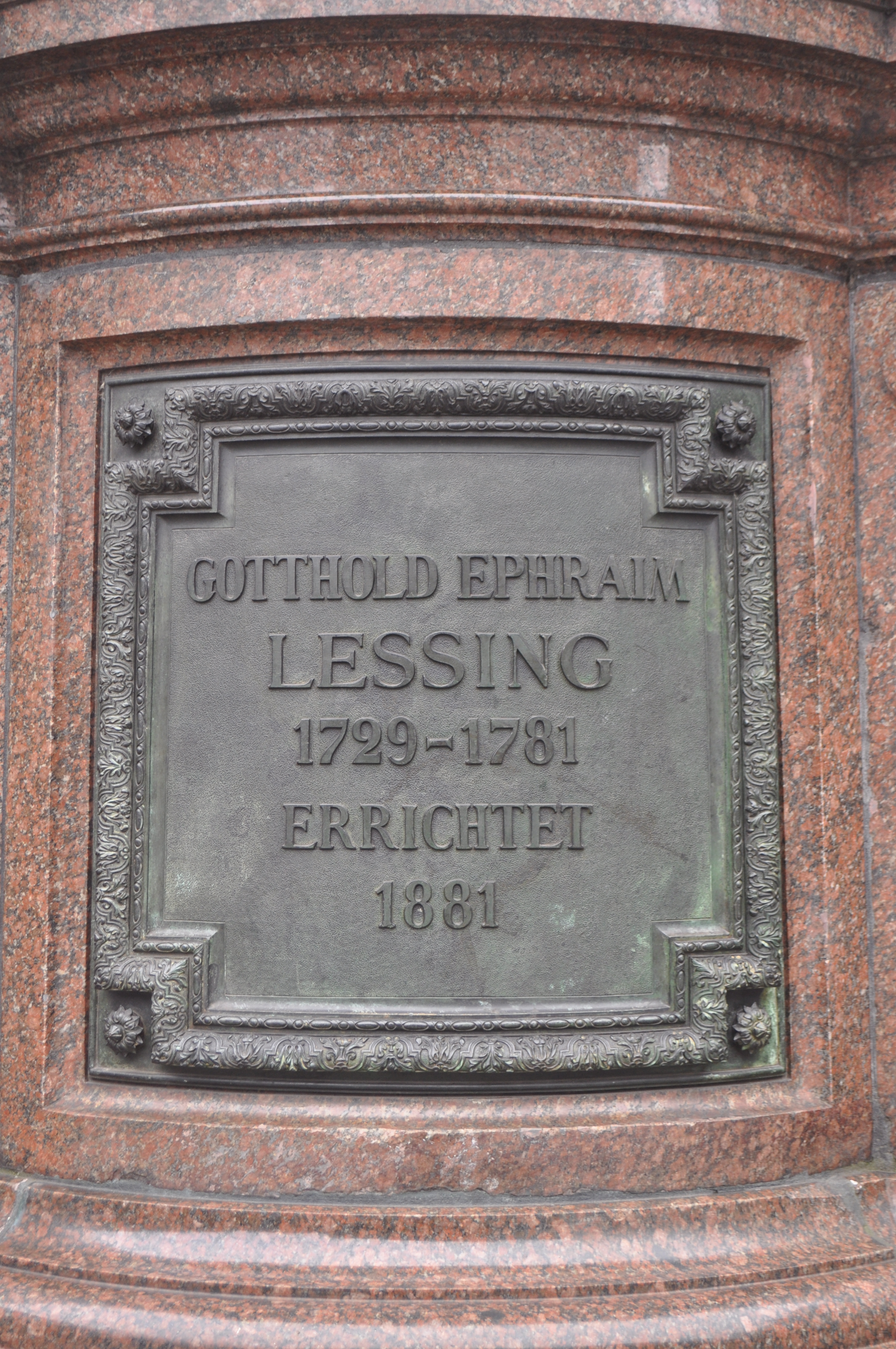
Inschrift mit Lessings Lebensdaten
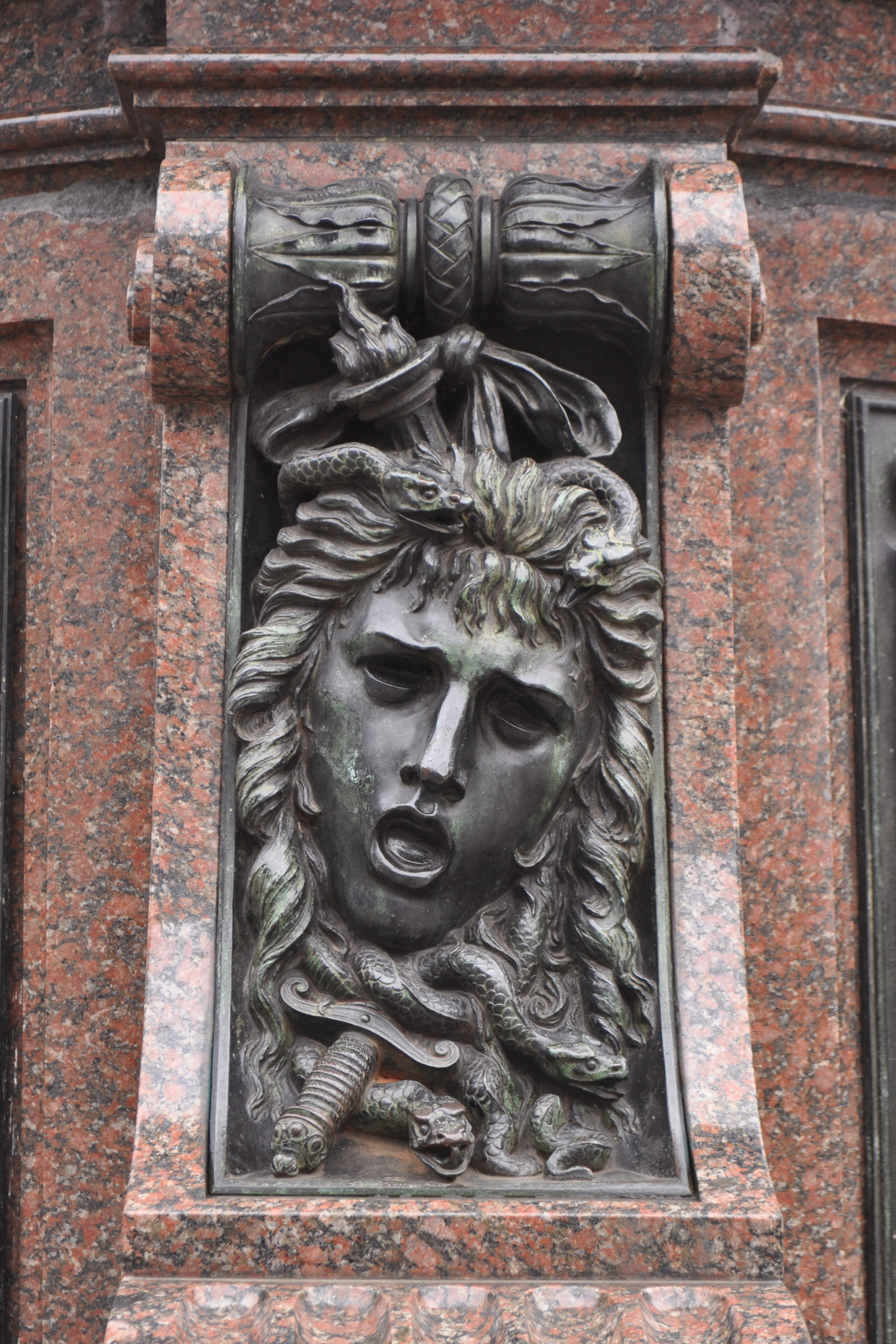
Gorgomaske
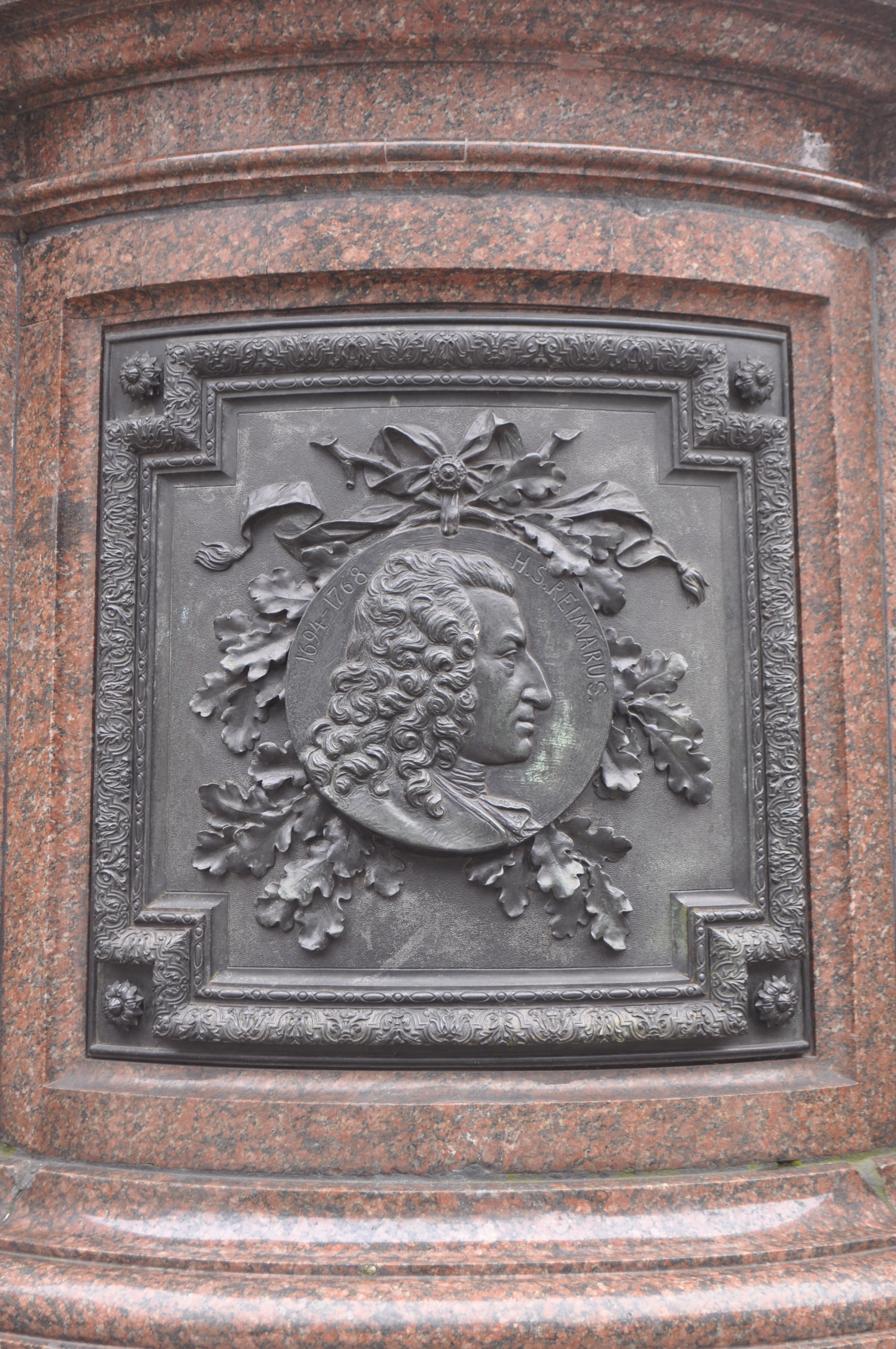
Porträt von Hermann Samuel Reimarus
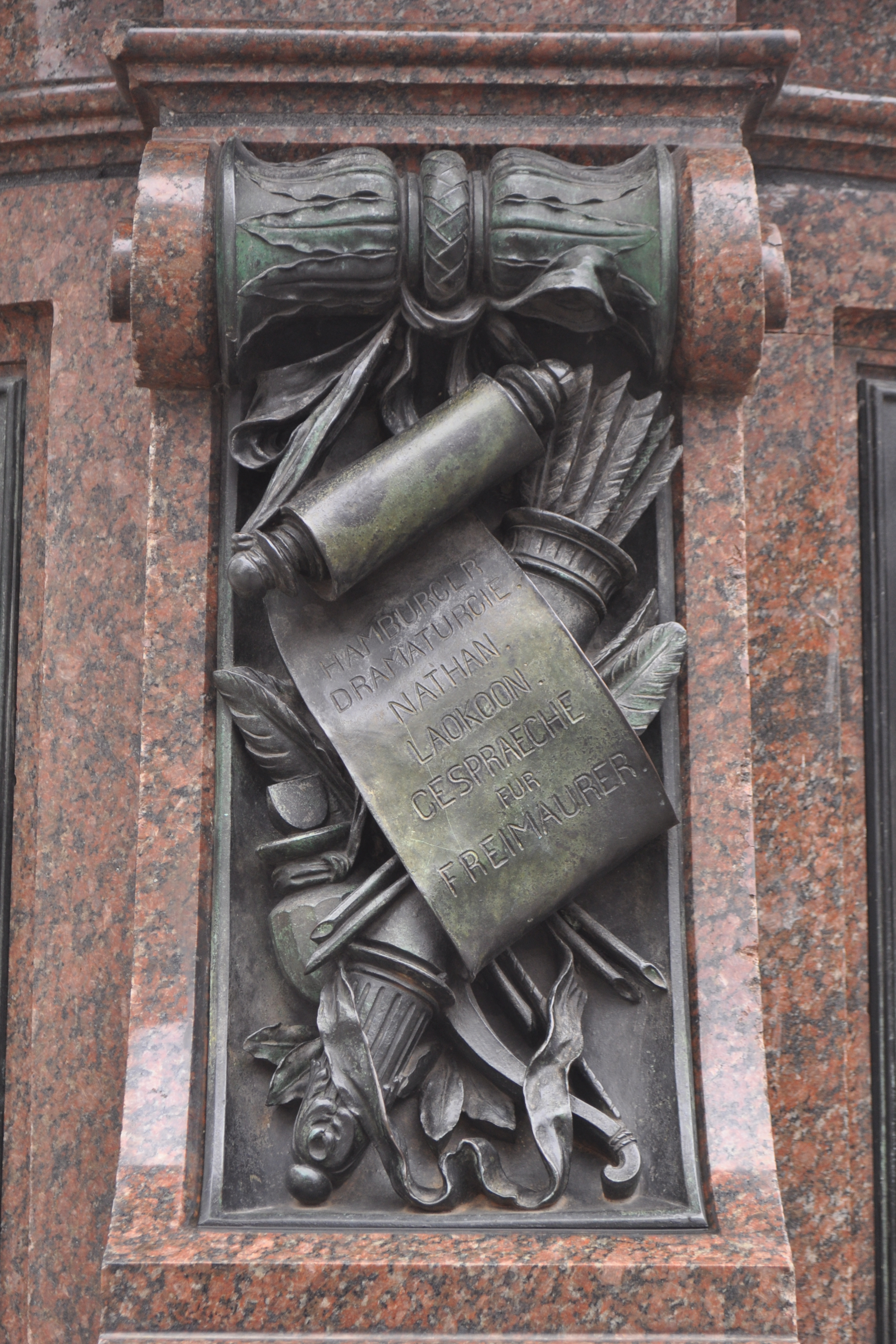
Schriftrolle mit Werken von Lessing
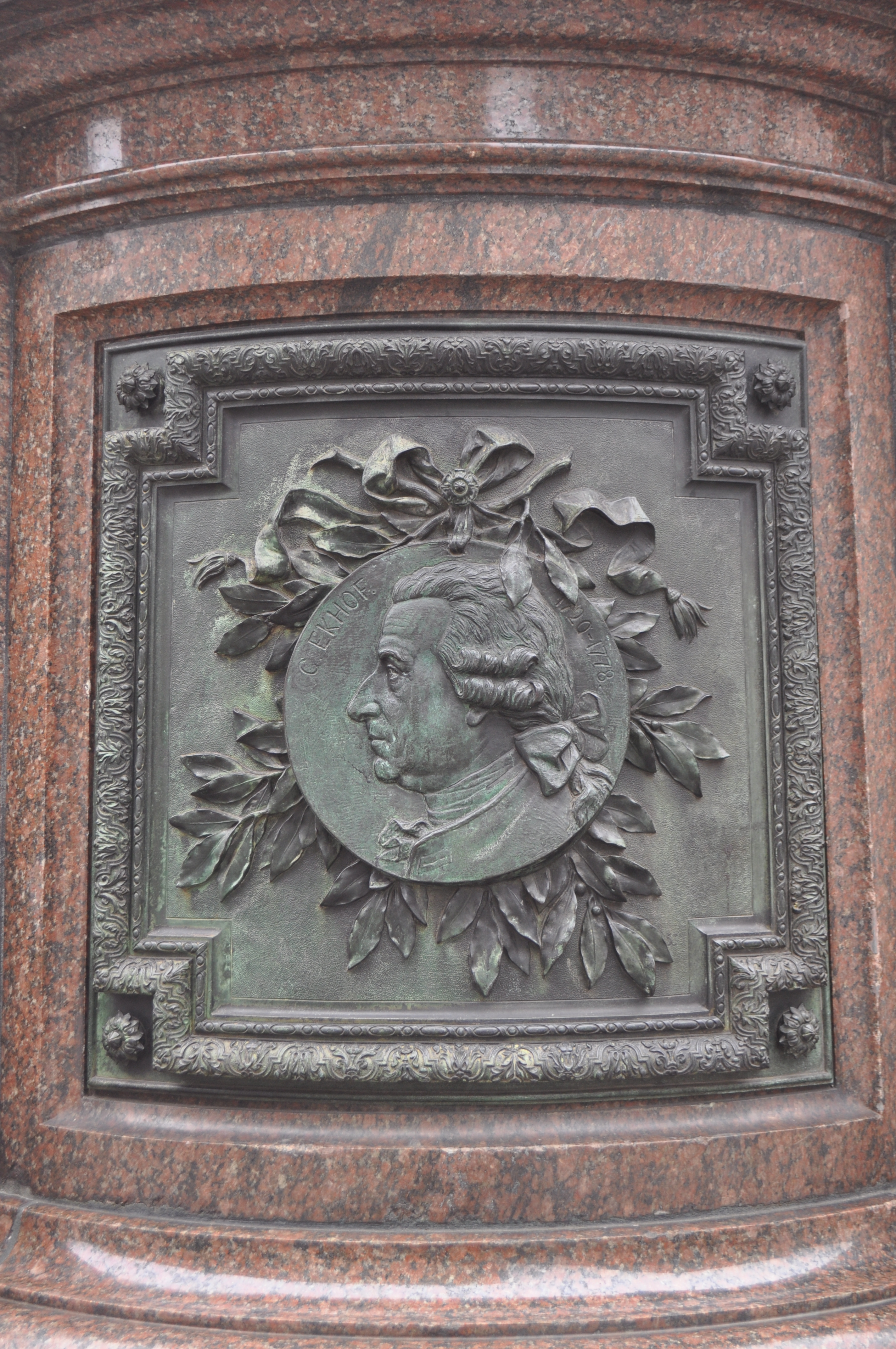
Porträt von Conrad Ekhof
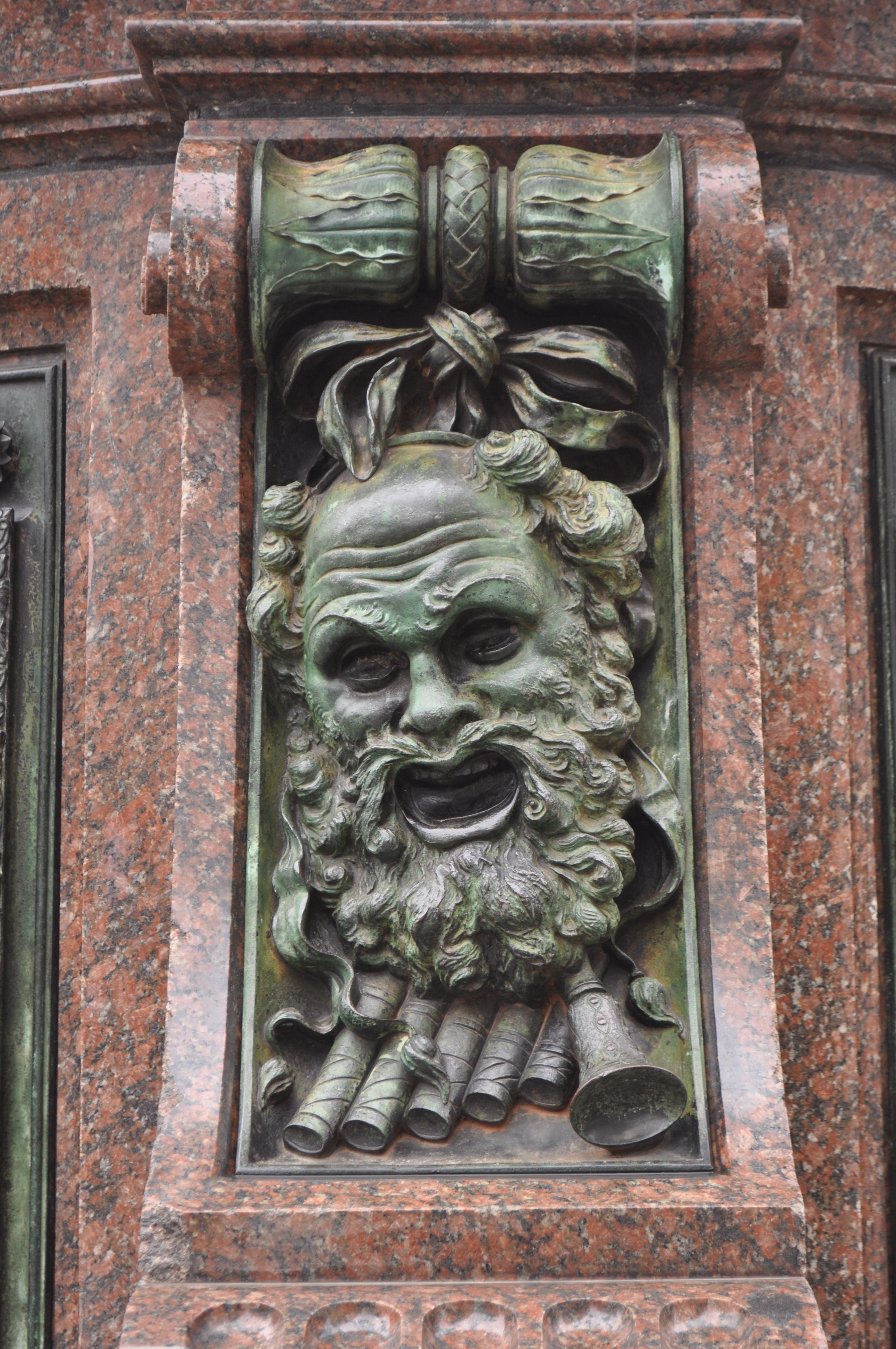
Satyrmaske

## Geschichte

### Lessing in Hamburg
Gotthold Ephraim Lessing lebte von 1767 bis 1770 in Hamburg. Im April 1767 war er in die Stadt gekommen, um als Dramaturg und Berater am neu eröffneten Hamburger Nationaltheater zu arbeiten. Sein Stück Minna von Barnhelm wurde dort uraufgeführt und 16 mal gezeigt, womit es das erfolgreichste Stück des Theaters war. Zwei Jahre später musste das Hamburger Nationaltheater jedoch aus finanziellen Gründen bereits wieder schließen.
In Hamburg machte Lessing verschiedene Bekanntschaften, unter anderem mit Johann Gottfried Herder, Matthias Claudius und Philipp Emanuel Bach. Er lernte seine zukünftige Frau Eva König kennen und Johann Melchior Goeze, mit dem er später den Fragmentenstreit führte.
Lessing arbeitete während seiner Hamburger Zeit mit Johann Joachim Christoph Bode zusammen und beteiligte sich an dessen Druckerei und Verlag, in dem unter anderem seine Hamburgische Dramaturgie erschien. Die Unternehmen machten jedoch Verluste, so dass Lessing in finanzielle Schwierigkeiten geriet. Als ihm 1770 eine Stelle als Bibliothekar in der Herzog August Bibliothek Wolfenbüttel angeboten wurde, verließ er Hamburg.
Als Lessing 1781 in Braunschweig verstarb, wirkte der Fragmentenstreit nach. Zwar durfte das Hamburger Theater eine Feier zu seinem Gedenken veranstalten, der Hamburger Senat verbot jedoch Zeitungsberichte über die Ehrung und beschloss auf einer Sitzung, dass davon keine Notiz zu nehmen sei.

### Entstehung des Denkmals

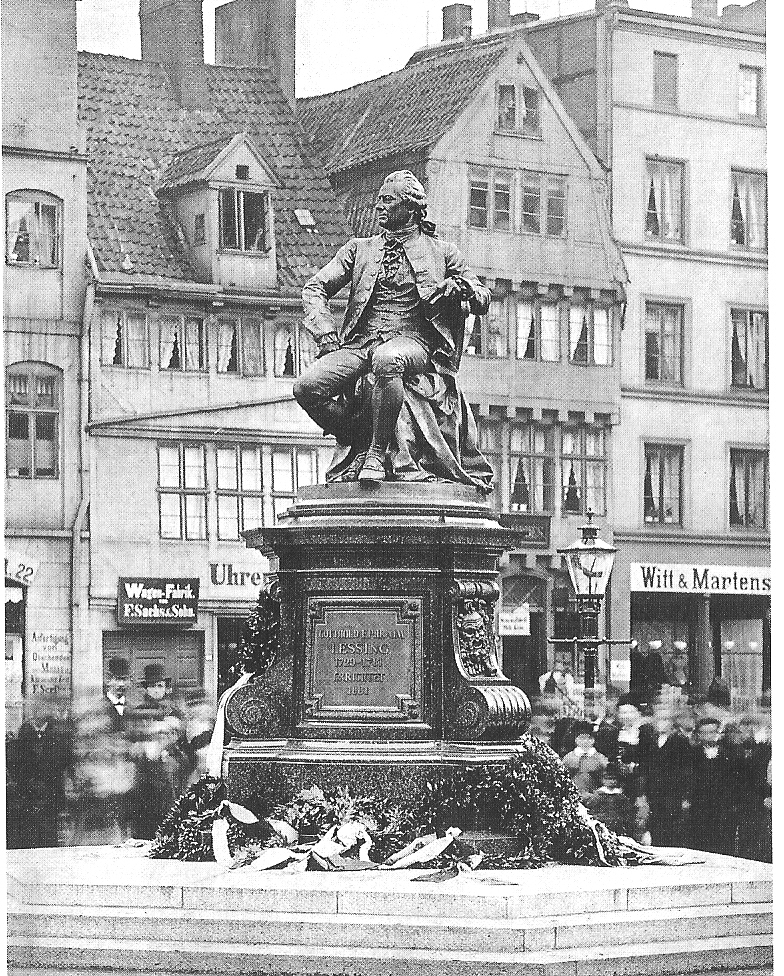
Das Lessing-Denkmal bei seiner Enthüllung 1881 im Zentrum des Gänsemarkts

1876 beantragte der Verein für Kunst und Wissenschaft beim Hamburger Senat die Errichtung eines Lessing-Denkmals. Dieser stimmte zu, woraufhin ein Künstlerwettbewerb ausgeschrieben wurde. Sieben Bildhauer wurden um Entwürfe für das Denkmal gebeten, sechs kamen dem Wunsch nach. Schaper war der einzige Mitbewerber, der Lessing sitzend darstellen wollte, während seine Konkurrenten stehende Figuren oder Kolossalbüsten vorschlugen. Eine fünfköpfige Jury, darunter Anton von Werner und Albert Wolff, verlieh seinem Entwurf im November 1878 den ersten Preis. Der zweite Preis ging an Erdmann Encke, der dritte an Hermann Volz.
Der zum Sieger gekürte Entwurf löste Kontroversen aus. Vor allem die sitzende Position Lessings fand Kritiker. So setzte sich Georg Karl Hirsche, Hauptpastor an St. Nikolai, nachdrücklich für ein Standbild statt eines Sitzbildes ein. Er initiierte eine Petition an das Denkmalkomitee und hielt einen Vortrag zu dem Thema, der 1879 in einer 123 Seiten starken Schrift bei Hoffmann & Campe erschien. Schapers erster Entwurf sah zudem einen Lessing vor, der seine Beine mit selbstbewusster Lässigkeit übereinanderschlägt. Nach Kritik der Auftraggeber, die darin einen Widerspruch zu Lessings Wesen und Würde sahen, änderte er jedoch dieses Detail. Ebenso verworfen wurde seine ursprüngliche Idee für die Ausführung des Sockels, die drei Relieffiguren „Hammonia“, „Poesie“ und „Kritik“ vorsah sowie Pilaster mit Porträtmedaillons von Eva König, Johann Friedrich Löwen und Reimarus.
Am 10. Mai 1879 bekam Schaper unter Änderungsauflagen den Auftrag zur Ausführung des Denkmals. Im März des darauffolgenden Jahres wurde mit ihm ein Vertrag abgeschlossen, der 30.000 Mark Honorar vorsah und ihn zusätzlich mit der Aufsicht über den Guss betraute. Insgesamt verursachte der Denkmalbau Kosten von über 70.000 Mark, finanziert aus Spendengeldern.
Am 15. Februar 1881, Lessings 100. Todestag, wurde der Grundstein des Denkmals gelegt. Die Wahl des Standorts Gänsemarkt war naheliegend, da sich dort Lessings Wirkungsstätte, das Hamburger Nationaltheater befunden hatte. Es wurde eine Kassette in den Boden eingelassen, die unter anderem Spendenlisten, Münzen und Tagblätter enthielt (heute im Staatsarchiv Hamburg).
Schaper schuf das Lessing-Denkmal in Berlin, dort wurden auch die Bronzeteile bei H. Gladenbeck und Sohn gegossen und der Sockel von Kessel & Röhl bearbeitet. Das fertige Werk wurde dann mit Bahn und Pferdewagen zum Gänsemarkt transportiert.
Am 8. September 1881 fand die feierliche Enthüllung des Denkmals statt. Das Interesse an der Veranstaltung war groß, daher wurden Tribünen für die Zuschauer aufgestellt und Eintrittskarten verkauft. Bürgermeister Gustav Heinrich Kirchenpauer hielt eine Festrede, gefolgt von Pastor Rode, Präses der Baudeputation. Anlässlich der Einweihung des Denkmals erschien ein käuflich zu erwerbendes Gedenkblatt.

### Das Denkmal in der Kriegs- und Nachkriegszeit

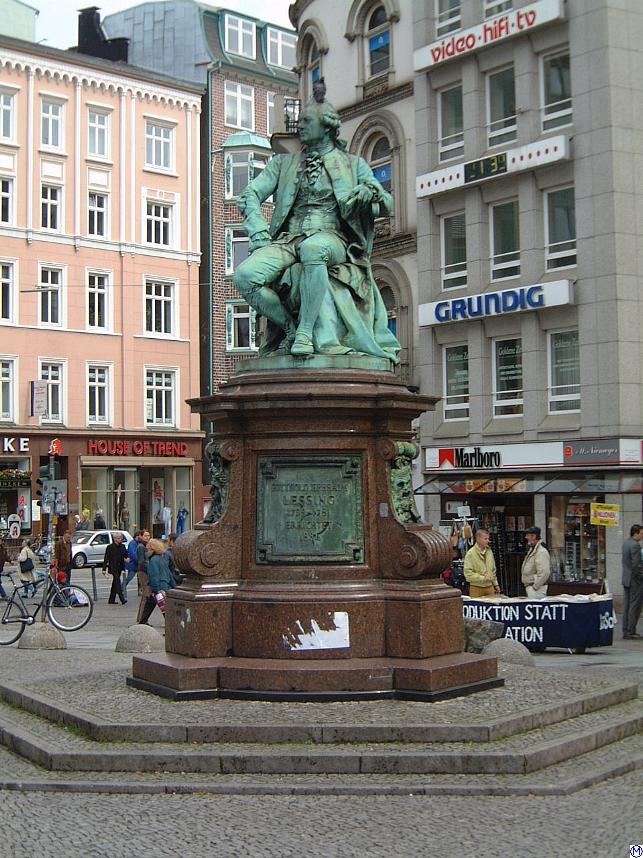
Das Lessing-Denkmal auf dem Gänsemarkt vor der Einmündung der Gerhofstraße (2003)

Während der Zeit des Nationalsozialismus war das Weiterbestehen des Denkmals mehrmals in Gefahr. So verlangten Nationalsozialisten, die Sockelreliefs mit Symbolen der Freimaurer zu entfernen. Dies konnte jedoch das Denkmalspflegeamt abwenden. Auch der 1940 vorgebrachte Plan, die Figur einzuschmelzen und daraus Granaten herzustellen, schlug fehl. 
Bei einem Luftangriff am 18. Juni 1944 fiel die Figur vom Sockel auf das Straßenpflaster. Zur Vermeidung weiterer Schäden wurde das Denkmal demontiert und auf dem Heiligengeistfeld eingegraben. Nach Ende des Zweiten Weltkriegs brachte man es zur Aufbewahrung in das Museum für Kunst und Gewerbe. 1950 entschied der Senat die Renovierung und erneute Aufstellung am Gänsemarkt. Am 28. Mai 1955 konnte der Beschluss umgesetzt werden. Im Sockel wurde dabei eine Kassette deponiert, die Informationen über die Geschichte des Denkmals, Zeitungen und Gedenkmünzen enthielt.
1985 wurde das Denkmal zerlegt und einige Monate in Billstedt gelagert. Auch befand es sich zwischenzeitlich vor dem Museum für Hamburgische Geschichte. 1986 wurde es im Zuge einer Umgestaltung des Gänsemarktes von der Mitte des Platzes in Richtung Gerhofstraße versetzt. Dreißig Jahre später, im Oktober 2016, fand im Rahmen einer erneuten Umgestaltung und Neupflasterung des Gänsemarkts die Rückversetzung des Denkmals ins Zentrum des Platzes statt. Dabei wurde das Fundament mit umlaufenden Sitzbänken versehen und die Figur Lessings so aufgestellt, dass sie wieder in die Richtung blickt, wo früher das Nationaltheater stand.

## Einordnung in Fritz Schapers Gesamtwerk
Fritz Schaper war zum Zeitpunkt des Künstlerwettbewerbs um das Hamburger Denkmal bereits recht bekannt, worauf auch seine Auswahl als einer von sieben Kandidaten hinweist. Seit 1873 bekam er zunehmend große Aufträge, unter anderem für ein Goethe-Denkmal in Berlin (dessen Enthüllung ihm 1880 den endgültigen Durchbruch verschaffen sollte) und eine monumentale Denkmalsplastik Otto von Bismarcks in Köln. Vermehrtes Ansehen brachte ihm auch seine 1875 begonnene Tätigkeit als Lehrer im Aktsaal für Bildhauer unter Direktor Anton von Werner.
Schapers 1881 enthülltes Lessing-Denkmal trug seinen Teil zu diesem wachsenden Erfolg des Bildhauers bei. Der mit ihm befreundete Maler Otto Seeck schuf 1905 ein Gemälde, das Schaper in seinem Atelier arbeitend zeigt. Im Hintergrund ist das Lessing-Denkmal erkennbar, was eine besondere Bedeutung des Werks für Schaper nahelegt. Es existieren einige Repliken der Figur. Kleine Bronzerepliken wurden 2000 im Museum Goch ausgestellt, eine 1881 von Schaper selbst gefertigte Marmorreplik befindet sich heute im Treppenhaus der Staatsbibliothek Berlin.
Schapers Œuvre umfasst zahlreiche Werke im öffentlichen Raum, darunter auch eine Reihe von Dichter-Denkmälern und -Porträts. Neben Goethe und Lessing stellte er unter anderem Novalis dar, dessen Grabbüste in Weißenfels von Schaper stammt. Ein Standbild von Gustav Freytag (1905) befindet sich in Wiesbaden. Wie Lessing wird auch Freytag mit einem Buch in der Hand dargestellt, den Zeigefinger als Lesezeichen hineinsteckend. Dieses Motiv hatte Schaper bereits in einem Vorentwurf des Goethe-Denkmals angedacht, dann jedoch verworfen.
Schaper schuf 33 Jahre nach dem Denkmal in Hamburg noch eine weitere plastische Darstellung Lessings. Dabei handelt es sich um eine Büste, die er 1915/16 für die Deutsche Bücherei in Leipzig anfertigte. Angefordert war ein Werk nach dem Hamburger Vorbild. Während Schaper dort aber Lessings Gesichtszüge noch idealisierte, stellt die Büste den Porträtierten realistischer dar.